# Philippe de Lannoy (mort en 1574)
Pour les articles homonymes, voir Lannoy (homonymie).
Pour les autres membres de la famille, voir Maison de Lannoy.

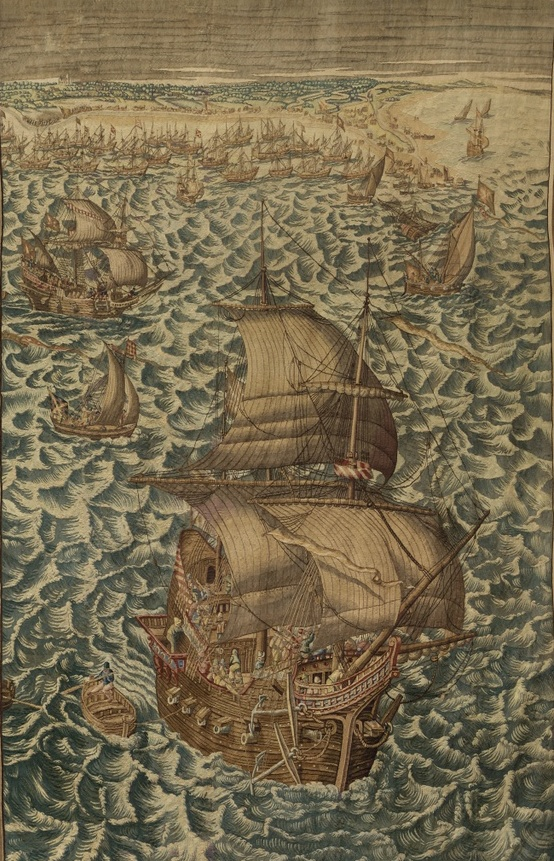
La bataille de Den Haak, en août 1573, avec le vaisseau amiral de Lannoy en avant-plan (, 1593-1604)

Philippe de Lannoy, chevalier, seigneur de Beauvoir, Gentilhombre de casa y boca (es), né vers 1520 et mort le 2 juin 1574, est un noble des Pays-Bas espagnols de la famille flamande de Lannoy. Au début de la guerre de Quatre-vingts Ans, il commande les troupes wallonnes en Zélande et la flotte espagnole.

## Biographie

### Famille
Philippe de Lannoy porte le même prénom que son père (nl) (1487-1543), chevalier de la Toison d'Or et chef des Finances et des Domaines sous l'empereur Charles Quint. Philippe reçoit la seigneurie de Beauvoir de sa mère Françoise de Barbançon (d) (1500-1560). Son mariage avec Jeanne de Blois vers 1560 reste sans enfant. Le cardinal de Granvelle est son beau-frère, mais il est également apparenté à des membres nobles de l'opposition.

### Carrière militaire
En tant que fils cadet, il opte pour une carrière militaire. Pendant la Furie iconoclaste, il s'implique dans la lutte contre la rébellion protestante dans l'ouest de la Flandre et du Hainaut. À la tête d'une compagnie d'infanterie, il entre au château de Tournai dans la nuit du 30 au 31 août 1566. La régente Marguerite de Parme, voulant recruter une garde rapprochée, choisit Lannoy quelques mois plus tard pour commander deux compagnies wallonnes d'arquebusiers, soit un total de quatre cents hommes. En raison du manque de troupes, elles ne sont finalement pas utilisés pour la protection de la régente, mais pour des opérations de combat.
Au printemps 1567, Lannoy et ses compagnies sont envoyés sur l'île de Walcheren pour empêcher les Gueux de s'emparer du fort Rammekens ou d'autres fortifications qui, prises, entraveraient un débarquement espagnol. La présence de Lannoy, bien qu'aucun combat n'ait lieu, contribue à contrecarrer les plans de Jean de Marnix et Pieter Haeck. Les Gueux retournent à leur camp près d'Anvers le 4 mars et sont peu après massacrés par Lannoy (sous l'œil de milliers de calvinistes sur les murs de la ville), à la bataille d'Austruweel.
Après le remplacement de Marguerite par le duc d'Albe au poste de gouverneur, ce dernier nomme Lannoy en 1572 commandant de l'armée sur Walcheren. Le 10 avril, il quitte Comines pour rejoindre le gouverneur zélandais Antoine de Bourgogne à Middelbourg, mais en chemin, les habitants de Flessingue lui demandent d'urgence de venir rétablir l'ordre dans leur ville en pleine rébellion. Il y reste quelques jours, mais ne parvient pas à tourner à son avantage la situation ambivalente. Après son départ, la milice désarme la soixantaine d'hommes qui forme la garnison wallonne et les force à quitter la ville.
Pour Lannoy, un combat difficile contre les insurgés s'engage. La résistance grandit sur la cruciale île de Walcheren et Middelbourg est assiégée pour la première fois. Le commandant écrit le 19 avril qu'il ne lui reste plus que 117 soldats wallons à Walcheren et demande sept ou huit navires de guerre avec des renforts. De plus, ses troupes impayées meurent de faim et lui-même est éperdument endetté. Le duc d'Albe veut d'abord donner la priorité à la Hollande, mais envoie ensuite une flotte dirigée par Sancho d'Avila pour reprendre la rade de Walcheren. D'Avila relève d'abord Middelbourg, puis menace Veere depuis la mer, tandis que Lannoy lance une attaque par voie terrestre le 15 mai. En juin 1572, il prend Arnemuiden, mais pour une courte durée seulement, car il perd un affrontement à Zoutelande le mois suivant. Il revint à Anvers à bord de la flotte ravagée.
En avril 1573, le duc d'Albe le nomme amiral. Une nouvelle flotte est envoyée d'Anvers en août pour aider Middelbourg. Alors que les troupes terrestres sous Cristóbal de Mondragón débarquent à Westkapelle, Lannoy contourne Walcheren jusqu'à Den Haak (nl), mais le plan de ravitaillement ne réussit que partiellement. Une entreprise similaire échoue aussi en novembre.
Des tensions naissent entre l'amiral et Mondragón, qui ne fait pas confiance à l'entourage néerlandais de Lannoy. Au début de 1574, ils se brouillent et le duc d'Albe ordonne à Lannoy de céder temporairement le commandement à Mondragón. Lannoy en est tellement bouleversé, que cela affecte sa santé. Il meurt à Liège alors qu'il se rend en cure à Spa. Sa veuve se remarie avec Philippe III de Croÿ en 1582.